# Heiltsuks

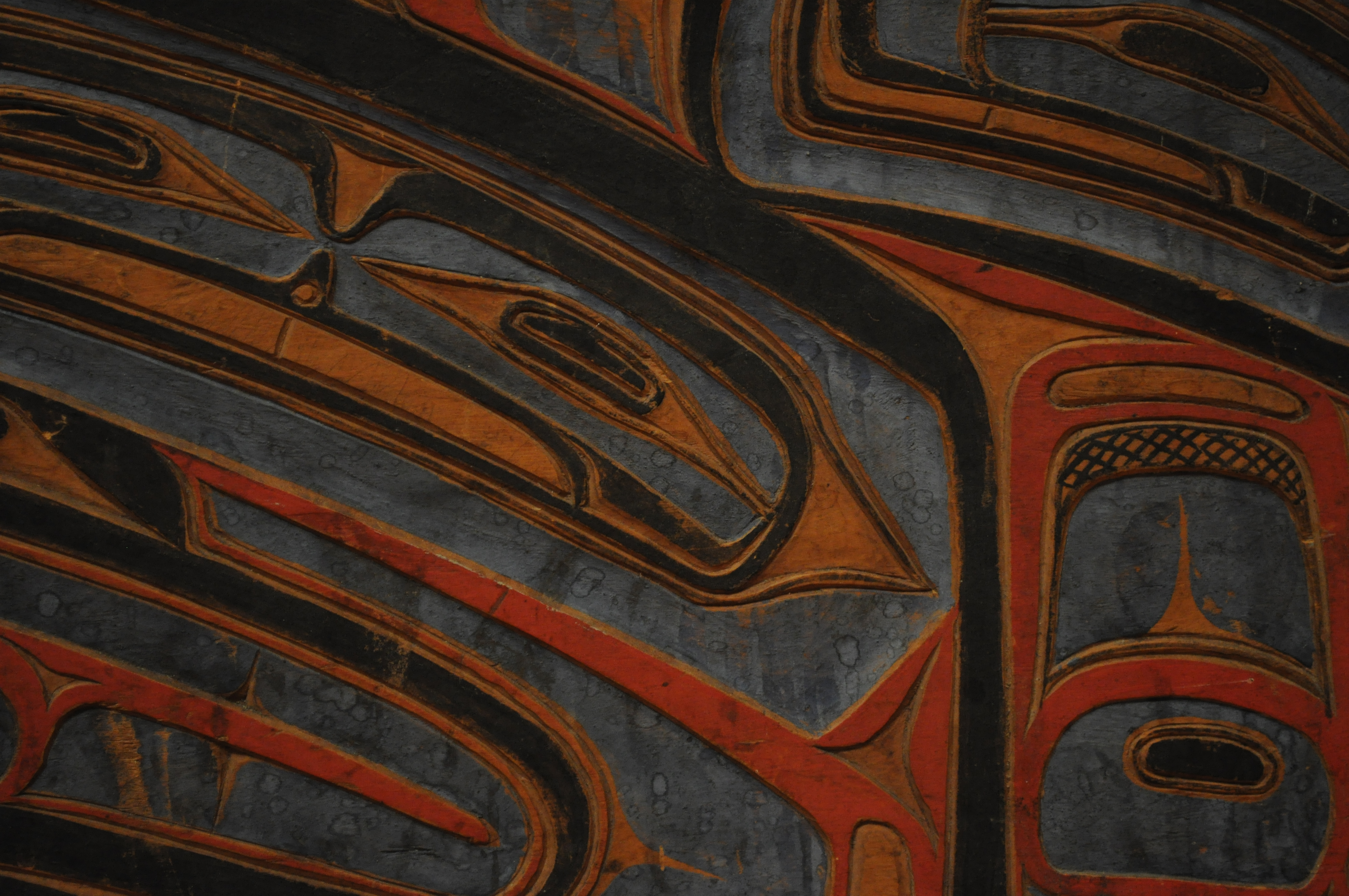
Détail d'une œuvre d'un artiste Heiltsuk.

Les Heiltsuks, parfois appelés Bella Bella, sont un peuple autochtone de Colombie-Britannique au Canada. Leur langue est le heiltsuk. Les cinq groupes tribaux principaux sont X̌íx̌is, Y̓ísdáitx̌v, Q̓vúqvay̓áitx̌v, W̓u̓ílƛ̓itx̌v et W̓úyalitx̌v.